# Ксеняк Микола
Микола (Миколай) Ксеняк (4 грудня 1933, с. Камйонка, окрес Стара Любовня, Словаччина) — словацький та український письменник, байкар і культурний діяч. Пише на теми селянського життя — українською, словацькою мовами, а також русинсько-пряшівським діалектом української мови, яким написав більшість творів.
Закінчив російськомовну гімназію в Пряшеві і Інститут російської мови та літератури в Празі. Довгий час викладав у гімназії в Ружомберку, директором якої був в 1968—1991 рр. В 1981 році отримав ступінь доктора педагогічних наук в Університеті Павла Йозефа Шафарика в Пряшеві. Перші свої твори писав російською мовою, потім українською, а з 1989 р. перейшов на місцевий пряшівсько-русинський діалект.
М. Ксеняк написав багато байок, віршованих творів, оповідань, радіоп'єс, а також п'єс для театру О. Духновича в Пряшові. Лауреат Премії Олександра Духновича.

## Творчість

### Українська мова
- «Байки» (1963, 1970, 1974),
- «Сміх і гіркість серця» (1977),
- «Віночок з терня» (1980),
- «Дорогоцінна знахідка» (1985)
- О камюньскых майстрах (1994)
- Як біда Русинів з дому выганяла (2002; Літературна премія Александра Духновіча за русиньску літературу, 2003)
- Байкы (2002)
- Выбраны байкы (2006)
- Жменї родной землї (2009)
- Углы погляду (2011),
- Споминкы і очекованя (2013),
- Нашы горізонты (2015),
- Приповідкы і байкы (2016),
- Формованя русиньской ідентіты (2016),
- Недоповіджене (2018).
- Кошарик плодів (2019?)

### Словацька мова
- «Ozveny» (2009),
- білінґвальне видання «Зеркалїня»/Zrkadlenie (2010),